# Austmarka (Radøy)
Austmarka este o localitate din comuna Radøy, provincia Hordaland, Norvegia, cu o suprafață de 0,22 km² și o populație de 385 locuitori (2013).